# Campeonato Sul e Centro-Americano de Handebol Masculino de 2024
O Campeonato Sul e Centro-Americano de Handebol Masculino de 2024 foi a terceira edição do campeonato e foi realizado entre os dias de 16 a 20 de janeiro de 2024, em Buenos Aires, Argentina, sob a organização da Confederação Sul e Centro Americana de Handebol. Foi a primeira vez na história que o campeonato é organizado pela Confederação Argentina de Handebol. Também atua como torneio de qualificação para o Campeonato Mundial de Handebol Masculino de 2025, com as três primeiras equipes se classificando.
O Brasil conquistou seu segundo título em três edições, com uma vitória sobre a Argentina.

## Formato
O formato contou com 6 seleções jogando em formato de todos contra todos em formato de turno único. Os três primeiros colocados garantiram vaga no próximo Mundial Masculino. O primeiro colocado terminou como campeão.

## Qualificação

### Histórico dos Classificados
| País       | Participações anteriores |
| ---------- | ------------------------ |
| Argentina  | 2 (2020, 2022)           |
| Brasil     | 2 (2020, 2022)           |
| Chile      | 2 (2020, 2022)           |
| Costa Rica | 1 (2022)                 |
| Paraguai   | 2 (2020, 2022)           |
| Uruguai    | 2 (2020, 2022)           |

1 Negrito indica o campeão do referido ano
2 Itálico indica país sede do referido campeonato

## Classificação
|  | Qualificados para o Mundial |

Critérios de desempate: 1) pontos; 2) confronto direto; 3) diferença de gols no confronto direto; 4) número de gols feitos no confronto direto; 5) diferença de gols.
| Pos | Equipe     | Pts | J | V | E | D | GP  | GC  | SG   |
| --- | ---------- | --- | - | - | - | - | --- | --- | ---- |
| 1   | Brasil     | 10  | 5 | 5 | 0 | 0 | 207 | 103 | +104 |
| 2   | Argentina  | 7   | 5 | 3 | 1 | 1 | 173 | 101 | +72  |
| 3   | Chile      | 7   | 5 | 3 | 1 | 1 | 151 | 107 | +44  |
| 4   | Paraguai   | 4   | 5 | 2 | 0 | 3 | 114 | 188 | −74  |
| 5   | Uruguai    | 2   | 5 | 1 | 0 | 4 | 113 | 151 | −38  |
| 6   | Costa Rica | 0   | 5 | 0 | 0 | 5 | 87  | 195 | −108 |

Desempate: Argentina 27-27 Chile

## Resultados
Todos as partidas estão no fuso oficial de Buenos Aires.
| 16 de Janeiro 15:30 | Chile        | 32–16     | Paraguai    | La Casa del Handball Argentino, Buenos Aires Público: 300 Árbitros: Godoy, Magalhães |
| 16 de Janeiro 15:30 | Scaramelli 7 | (19–9)    | J. Duarte 7 | La Casa del Handball Argentino, Buenos Aires Público: 300 Árbitros: Godoy, Magalhães |
| 16 de Janeiro 15:30 | 3×           | Relatório | 4× 1×       | La Casa del Handball Argentino, Buenos Aires Público: 300 Árbitros: Godoy, Magalhães |

| 16 de Janeiro 18:00 | Brasil      | 41–16     | Uruguai   | La Casa del Handball Argentino, Buenos Aires Público: 400 Árbitros: Converse, Correa |
| 16 de Janeiro 18:00 | Hackbarth 8 | (22–5)    | Ancheta 3 | La Casa del Handball Argentino, Buenos Aires Público: 400 Árbitros: Converse, Correa |
| 16 de Janeiro 18:00 | 4× 3×       | Relatório | 2×        | La Casa del Handball Argentino, Buenos Aires Público: 400 Árbitros: Converse, Correa |

| 16 de Janeiro 20:30 | Argentina   | 41–13     | Costa Rica | La Casa del Handball Argentino, Buenos Aires Público: 2,100 Árbitros: Lemes, Sosa |
| 16 de Janeiro 20:30 | Fernández 7 | (21–8)    | Villalta 3 | La Casa del Handball Argentino, Buenos Aires Público: 2,100 Árbitros: Lemes, Sosa |
| 16 de Janeiro 20:30 | 7× 1×       | Relatório | 6× 1×      | La Casa del Handball Argentino, Buenos Aires Público: 2,100 Árbitros: Lemes, Sosa |

| 17 de Janeiro 15:30 | Paraguai               | 22–57     | Brasil       | La Casa del Handball Argentino, Buenos Aires Público: 320 Árbitros: Lenci, López |
| 17 de Janeiro 15:30 | A. Duarte, J. Duarte 4 | (11–26)   | Hackbarth 12 | La Casa del Handball Argentino, Buenos Aires Público: 320 Árbitros: Lenci, López |
| 17 de Janeiro 15:30 | 1×                     | Relatório | 1×           | La Casa del Handball Argentino, Buenos Aires Público: 320 Árbitros: Lenci, López |

| 17 de Janeiro 18:00 | Costa Rica | 12–35     | Chile                    | La Casa del Handball Argentino, Buenos Aires Público: 300 Árbitros: Lemes, Sosa |
| 17 de Janeiro 18:00 | Jiménez 3  | (6–19)    | Feuchtmann, Scaramelli 5 | La Casa del Handball Argentino, Buenos Aires Público: 300 Árbitros: Lemes, Sosa |
| 17 de Janeiro 18:00 | 6× 1×      | Relatório | 2×                       | La Casa del Handball Argentino, Buenos Aires Público: 300 Árbitros: Lemes, Sosa |

| 17 de Janeiro 20:30 | Uruguai  | 17–32     | Argentina    | La Casa del Handball Argentino, Buenos Aires Público: 1,000 Árbitros: Godoy, Magalhães |
| 17 de Janeiro 20:30 | Méndez 5 | (8–14)    | F. Pizarro 6 | La Casa del Handball Argentino, Buenos Aires Público: 1,000 Árbitros: Godoy, Magalhães |
| 17 de Janeiro 20:30 | 4×       | Relatório | 4× 2×        | La Casa del Handball Argentino, Buenos Aires Público: 1,000 Árbitros: Godoy, Magalhães |

| 18 de Janeiro 14:00 | Uruguai | 24–26     | Paraguai    | La Casa del Handball Argentino, Buenos Aires Público: 100 Árbitros: Conberse, Correa |
| 18 de Janeiro 14:00 | Rubbo 8 | (13–13)   | J. Duarte 7 | La Casa del Handball Argentino, Buenos Aires Público: 100 Árbitros: Conberse, Correa |
| 18 de Janeiro 14:00 | 2× 1×   | Relatório | 5×          | La Casa del Handball Argentino, Buenos Aires Público: 100 Árbitros: Conberse, Correa |

| 18 de Janeiro 18:00 | Brasil      | 47–11     | Costa Rica | La Casa del Handball Argentino, Buenos Aires Público: 350 Árbitros: Lenci, López |
| 18 de Janeiro 18:00 | Torriani 11 | (25–4)    | Suárez 3   | La Casa del Handball Argentino, Buenos Aires Público: 350 Árbitros: Lenci, López |
| 18 de Janeiro 18:00 | 3×          | Relatório | 1×         | La Casa del Handball Argentino, Buenos Aires Público: 350 Árbitros: Lenci, López |

| 18 de Janeiro 20:30 | Argentina | 27–27     | Chile        | La Casa del Handball Argentino, Buenos Aires Público: 1,800 Árbitros: Godoy, Magalhães |
| 18 de Janeiro 20:30 | Simonet 5 | (15–14)   | Feuchtmann 6 | La Casa del Handball Argentino, Buenos Aires Público: 1,800 Árbitros: Godoy, Magalhães |
| 18 de Janeiro 20:30 | 2× 3×     | Relatório | 3×           | La Casa del Handball Argentino, Buenos Aires Público: 1,800 Árbitros: Godoy, Magalhães |

| 19 de Janeiro 15:30 | Costa Rica       | 23–38     | Uruguai | La Casa del Handball Argentino, Buenos Aires Público: 150 Árbitros: Godoy, Magalhães |
| 19 de Janeiro 15:30 | três jogadores 5 | (6–20)    | Rubbo 6 | La Casa del Handball Argentino, Buenos Aires Público: 150 Árbitros: Godoy, Magalhães |
| 19 de Janeiro 15:30 | 4× 1×            | Relatório | 2× 1×   | La Casa del Handball Argentino, Buenos Aires Público: 150 Árbitros: Godoy, Magalhães |

| 19 de Janeiro 18:00 | Chile        | 28–34     | Brasil             | La Casa del Handball Argentino, Buenos Aires Público: 350 Árbitros: Lenci, López |
| 19 de Janeiro 18:00 | Feuchtmann 7 | (12–15)   | Dutra, Hackbarth 8 | La Casa del Handball Argentino, Buenos Aires Público: 350 Árbitros: Lenci, López |
| 19 de Janeiro 18:00 | 1×           | Relatório | 3× 2× 1×           | La Casa del Handball Argentino, Buenos Aires Público: 350 Árbitros: Lenci, López |

| 19 de Janeiro 20:30 | Argentina              | 47–16     | Paraguai            | La Casa del Handball Argentino, Buenos Aires Público: 1,800 Árbitros: Lemes, Sosa |
| 19 de Janeiro 20:30 | R. Martínez, Pizarro 7 | (21–8)    | J. Mendoza, Viana 3 | La Casa del Handball Argentino, Buenos Aires Público: 1,800 Árbitros: Lemes, Sosa |
| 19 de Janeiro 20:30 | 2× 1×                  | Relatório | 5×                  | La Casa del Handball Argentino, Buenos Aires Público: 1,800 Árbitros: Lemes, Sosa |

| 20 de Janeiro 15:30 | Paraguai    | 35–29     | Costa Rica | La Casa del Handball Argentino, Buenos Aires Público: 420 Árbitros: Conberse, Correa |
| 20 de Janeiro 15:30 | J. Duarte 8 | (16–13)   | Suárez 7   | La Casa del Handball Argentino, Buenos Aires Público: 420 Árbitros: Conberse, Correa |
| 20 de Janeiro 15:30 | 2×          | Relatório | 1×         | La Casa del Handball Argentino, Buenos Aires Público: 420 Árbitros: Conberse, Correa |

| 20 de Janeiro 18:00 | Chile    | 29–18     | Uruguai         | La Casa del Handball Argentino, Buenos Aires Público: 1,900 Árbitros: Lenci, López |
| 20 de Janeiro 18:00 | Codina 7 | (13–10)   | Martín, Rubbo 5 | La Casa del Handball Argentino, Buenos Aires Público: 1,900 Árbitros: Lenci, López |
| 20 de Janeiro 18:00 | 1×       | Relatório | 1×              | La Casa del Handball Argentino, Buenos Aires Público: 1,900 Árbitros: Lenci, López |

| 20 de Janeiro 20:30 | Brasil              | 28–26     | Argentina   | La Casa del Handball Argentino, Buenos Aires Público: 2,000 Árbitros: Lemes, Sosa |
| 20 de Janeiro 20:30 | Carvalho, Langaro 6 | (13–14)   | Baronetto 6 | La Casa del Handball Argentino, Buenos Aires Público: 2,000 Árbitros: Lemes, Sosa |
| 20 de Janeiro 20:30 | 9× 2× 1×            | Relatório | 5× 2×       | La Casa del Handball Argentino, Buenos Aires Público: 2,000 Árbitros: Lemes, Sosa |

## Classificação Final
| Rank | Seleção    |
| ---- | ---------- |
| 1    | Brasil     |
| 2    | Argentina  |
| 3    | Chile      |
| 4    | Paraguai   |
| 5    | Uruguai    |
| 6    | Costa Rica |

|  | Classificado para o Campeonato Mundial de Handebol Masculino de 2025 |